# Vuotjejaure
Vuotjejaure är en sjö i Kiruna kommun i Lappland och ingår i Torneälvens huvudavrinningsområde. Sjön har en area på 0,185 kvadratkilometer och ligger 791,9 meter över havet.

## Delavrinningsområde
Vuotjejaure ingår i det delavrinningsområde (757860-163981) som SMHI kallar för Mynnar i Torneträsk. Medelhöjden är 975 meter över havet och ytan är 98,45 kvadratkilometer. Det finns inga avrinningsområden uppströms utan avrinningsområdet är högsta punkten. Pessisjåkka som avvattnar avrinningsområdet har biflödesordning 2, vilket innebär att vattnet flödar genom totalt 2 vattendrag innan det når havet efter 456 kilometer. Avrinningsområdet består mestadels av kalfjäll (97 procent). Avrinningsområdet har 0,83 kvadratkilometer vattenytor vilket ger det en sjöprocent på 0,8 procent.